# 藤原永手
藤原 永手（ふじわら の ながて）は、奈良時代の公卿。藤原北家、参議・藤原房前の次男。官位は正一位・左大臣、贈太政大臣。長岡大臣と称する。

## 経歴

### 聖武朝の不遇期
和銅7年（714年）藤原北家の祖である藤原房前の次男として誕生。長男の鳥養が夭折したため、実質的に北家の長となる。
天平9年（737年）藤原四兄弟が相次いで没した直後の新体制構築のための叙位が行われた際に、従兄弟である藤原南家の乙麻呂・藤原式家の広嗣と共に、従六位上から三階の昇叙を受けて従五位下に叙爵される。しかし、聖武天皇が退位する直前の天平21年（749年）まで従五位下に留まる等、聖武朝では天皇の寵遇を得た同母弟・八束（後の真楯）とは対照的に昇進が停滞し、その後塵を拝した。聖武朝において不遇の時期を過ごした理由については、当時の政権を握っていた橘諸兄との関係、及び前述の弟・八束の存在の影響が考えられる。

### 藤原仲麻呂による抜擢
聖武朝末の天平21年（749年）陸奥国小田郡からの産金を祝って叙位が行われた際、産金の功労者として七階昇進した陸奥守・百済王敬福に次いで、永手も従五位下から四階昇進して従四位下に叙せられる。永手が特別な昇叙を受けた理由は明らかでないが、以下の説が出されている。
- 既に従四位下に昇っていた弟・八束との平衡が考慮された[2]。
- 上記に加えて、聖武朝において政権を主導した橘諸兄らが弟・八束を用いてきた事に対して、新しい権力の枢軸を結成した光明皇太后と藤原仲麻呂が対抗のために兄・永手を登用した[3]。
- 大仏建立事業の推進を通じて聖武天皇の信頼を急速に深めていた藤原仲麻呂が、北家の勢力を抑えるために不遇の状況にあった永手に恩を売り味方に引き入れようとした[4]。

孝謙朝に入ると重用され、天平勝宝2年（750年）従四位上、天平勝宝6年（754年）従三位と急速に昇進し公卿に列す。さらに、天平勝宝8歳（756年）聖武上皇の崩御直後には非参議から一挙に権中納言に昇進し、天平勝宝9歳（757年）の藤原仲麻呂の紫微内相就任と同時に永手も中納言に任ぜられている。この間の天平勝宝7歳（755年）に発生した橘奈良麻呂の乱では小野東人を尋問して反乱計画の自白を引き出し、反仲麻呂派の排斥に重要な役割を果たしている。

### 藤原仲麻呂からの離反
天平勝宝9歳（757年）中納言に任ぜられ、藤原仲麻呂政権下では石川年足あるいは文室浄三についで太政官の第3位の席次にあった。一方で以下のような反仲麻呂的な行動や立場を見せるようになる。
- 天平勝宝9歳（757年）道祖王の廃太子に伴って、孝謙天皇の皇嗣として藤原豊成と共に塩焼王を推挙（結局、仲麻呂の意中であった大炊王が皇太子となる）[7]。
- 天平宝字2年（758年）大炊王の即位（淳仁天皇）に伴う親仲麻呂派官人に対する叙位が行われた際に永手の名は挙がらなかった[8]。
- 天平宝字2年（758年）北家兄弟の唐風名への改名（八束→真楯、千尋→御楯）への不参加[注釈 1]。
- 天平宝字2年（758年）仲麻呂による官号改易の際の太政官の会議に議政官では唯一欠席[9]。

そのため、仲麻呂とは対立関係にあった。あるいは、光明皇太后・孝謙天皇の下で、橘諸兄を中心とした反藤原氏勢力から権力を奪取しようとする仲麻呂に与力してきたものの、淳仁天皇の擁立や藤原恵美家の新設による自家のさらなる貴種化といった仲麻呂の権力掌握姿勢に疑問を持ち、永手は仲麻呂から離反していったとも想定される。
また、この時期に永手が内臣に任ぜられていた可能性を指摘する説が東野治之や上村正裕から出されている。上村説では天平宝字8年5月の聖武上皇崩御を受けて恐らくは光明皇太后の意向によって内臣に任ぜられて納言クラスの待遇を与えられたが、紫微中台を基盤とした権力強化を図った仲麻呂によって永手の中納言昇進を口実に内臣を解任されてその権限を仲麻呂に奪われ、両者の対立を深めたとみている。
天平宝字8年（764年）の恵美押勝の乱では、孝謙上皇・道鏡側が軍事活動を開始した9月11日に早くも正三位・大納言に叙任される等、乱の初期から孝謙上皇側の中心的存在として活動。翌天平神護元年（765年）には勲二等の叙勲を受けており、直接の軍功は不明ながら、軍事指揮をも含めた孝謙上皇側の新体制の形成や運営に関して、永手が重要な位置を占めていたと考えられる。

### 道鏡政権で太政官の首班へ
その後、道鏡政権が成立し右大臣・藤原豊成が没した天平宝字9年（765年）以後、永手は太政官の筆頭公卿の地位を保った。称徳朝においては、天皇の寵幸を背景にした道鏡による政治主導体制や、その体制強化を目的とした道鏡の出身地である河内国を中心とする地方豪族の抜擢といった方針に対抗して、仲麻呂政権下では一定の距離があった永手・真楯兄弟は協力姿勢を取った。一方で称徳天皇は天平神護2年（766年）正月に永手が右大臣に昇進して間もなく永手の邸宅に行幸して、永手を正二位に、さらに室の大野仲智をも従四位下に叙す等、太政官を主導する従兄弟で血縁的にも近い永手・真楯兄弟に対して協調姿勢で臨んでいる。
しかし、同年3月に真楯が没してしまい、太政官の首班として永手の主導力が問われる事になる。同年7月の参議への登用人事にあたっては、藤原南家の継縄と藤原式家の田麻呂（何れも従四位下）を擢用する。永手としては弟の魚名（正四位下）や楓麻呂（従四位下）を参議に加えたかったと想定されるが、藤原氏の氏長的存在として北家のみの勢力拡大ではなく、藤原氏全体の融和と発展を優先させる、平衡感覚を発揮している。こうした中同年10月道鏡は太政大臣禅師から法王に就任し、社会・政治の両面で天皇と同等の権力を掌握するが、朝廷における圧倒的勢力である藤原氏の存在が道鏡に法王の位を求めさせたともいわれている。道鏡の法王就任と同じくして、永手は左大臣に昇進するが、右大臣には称徳天皇の側近である吉備真備、中納言には道鏡の弟である弓削浄人が昇進。さらに大納言に準じる法臣に円興、法参議に基貞と道鏡の弟子が新たに太政官の構成員となる等、称徳天皇・道鏡一派で太政官が固められる中で、永手は対応に苦慮したと想定される。しかし、称徳朝では皇太子が定まらない中で、和気王の謀反、淳仁廃帝の配流先からの逃亡、聖武天皇の遺子詐称、氷上志計志麻呂擁立を巡る呪詛、宇佐八幡宮神託事件と、次々に皇位を巡って事件が発生したが、永手は何れも関係せずに難を逃れた。

### 光仁朝
神護景雲4年（770年）8月の称徳天皇崩御に伴う皇嗣問題では、天武系の井上内親王を妃とする、天智系の白壁王（後の光仁天皇）の擁立派に与した。「百川伝」をもとにした『日本紀略』などの記述では天武系の文室浄三・大市を推した吉備真備に対して、藤原式家の藤原宿奈麻呂・百川兄弟と共にこれに対抗したとされている。しかし実際には、永手は白壁王擁立を主導したという事ではなく、あくまでも太政官首班としての対応を越えるものではなかったと見られる。また、同年10月には光仁天皇擁立の功績により正一位に叙せられている。なお、近年、光仁天皇の皇太子については山部親王（のちの桓武天皇）を推した良継・百川らの反対を押し切って、井上内親王を通じて天武系の血を引く他戸親王を立てたという説が唱えられている。
宝亀2年（771年）2月22日に病により薨御。享年58。即日太政大臣の官職を贈られた。

## 人物
温厚で平衡感覚は持っていたが機略を縦横に駆使する資質には乏しかった（野村忠夫）、穏便で決して独断専行型の人物ではなかった（瀧浪貞子）、等の評価がある。
生前に法華寺の幡を倒したり、西大寺に建てられるはずだった八角七重の塔を四角五重塔に縮小させたことで、死後に地獄へ堕ちたとする説話がある（『日本霊異記』）。

## 官歴
注記のないものは『続日本紀』による。
- 時期不詳：従六位上
- 天平9年（737年） 9月28日：従五位下（越階）
- 天平21年（749年） 4月1日：従四位下（越階）
- 天平勝宝2年（750年） 正月16日：従四位上
- 天平勝宝4年（752年） 11月3日：大倭守
- 天平勝宝5年（753年） 2月5日：見式部卿[24]
- 天平勝宝6年（754年） 正月16日：従三位（越階）。7月20日：造山司（太皇太后藤原宮子崩御）
- 天平勝宝8歳（756年） 5月3日：装束司（聖武上皇崩御）。5月19日：権中納言[25][注釈 3]
- 天平勝宝9歳（757年） 5月20日：中納言[注釈 4]
- 天平宝字4年（760年） 6月7日：装束司（仁正（光明）皇太后崩御）
- 天平宝字7年（763年） 正月9日：武部卿
- 天平宝字8年（764年） 9月11日：正三位、大納言[25]（藤原仲麻呂の乱の功労）
- 天平神護元年（765年） 正月7日：勲二等（藤原仲麻呂の乱の功労）。正月：従二位[25]。9月24日：御装束司長官（称徳天皇紀伊行幸）
- 天平神護2年（766年） 正月8日：右大臣。正月17日：正二位。10月20日：左大臣
- 神護景雲3年（769年） 2月3日：従一位
- 宝亀元年（770年） 10月1日：正一位
- 宝亀2年（771年） 2月22日：薨御、贈位太政大臣

## 系譜
注記のないものは『尊卑分脈』による。
- 父：藤原房前
- 母：牟漏女王 - 美努王の娘
- 同母弟:
  - 藤原真楯
  - 藤原御楯
- 妻：大野仲仟[26] - 大野東人の女、尚侍兼尚蔵。
- 妻：藤原鳥養の娘
  - 長男：藤原家依（743-785）
- 妻：藤原良継の娘
  - 次男：藤原雄依
  - 女子：藤原曹司（758-793） - 光仁天皇夫人、名は曹子ともいう。
- 妻：不明
  - 女子：藤原巨勢麻呂室
  - 女子：藤原内麻呂室（?-800[27]）